# サーハーキュリーズ
サーハーキュリーズ（Sir Hercules、1826年 - 1855年）とは、19世紀前半に活躍したアイルランドの競走馬・種牡馬である。アイルランド競馬初期の名馬で、2歳時にアイルランドで4戦全勝、3歳時イギリスに渡るとクラレットステークスに勝ち、セントレジャーステークスで3着に入った。引退後は最初アイルランドのブラウンズタウン牧場で種牡馬入り、さらにアイルランドとイギリスを転々とするなかでバードキャッチャー、フォアバラー兄弟とエプソムダービー馬コロネーションらを送り出した。後世への影響は、バードキャッチャーが孫にストックウェル、フォアバラーは産駒にリーミントンを出したこと、自身は青毛に白い斑点を持っており、これを産駒のバードキャッチャーを通じてベンドア斑点（バードキャッチャー斑点）として後世に伝えたことなどがある。

## おもな産駒
- Birdcatcher - アイルランドの歴史的名馬、孫ストックウェルを経由し現ファラリス系、オーム系、ブランドフォード系などの祖となる
- Faugh-a-Ballagh - セントレジャーステークスなど。産駒リーミントンはアメリカ合衆国で種牡馬として成功する。
- Arthur - 障害の名種牡馬
- Coronation - エプソムダービー
- The Corsair - 2000ギニー
- Cruiskeen - ロシア皇太子ハンデキャップ